# Фульська єпархія
Фульска єпархія — давня православна єпархія Константинопольського Патріархату в Криму з центром у місті Фули (грецьке: αἱ Φοῦλλοι). Виникла не пізніше середини IV століття. В результаті реорганізації церковної ієрархії увійшла до складу Сугдейско-Фульскої єпархії в 1156 році. Пізніше Фульска єпархія неодноразово змінювала межі та назви і була скасована в другій половині XVI століття.

## Історія

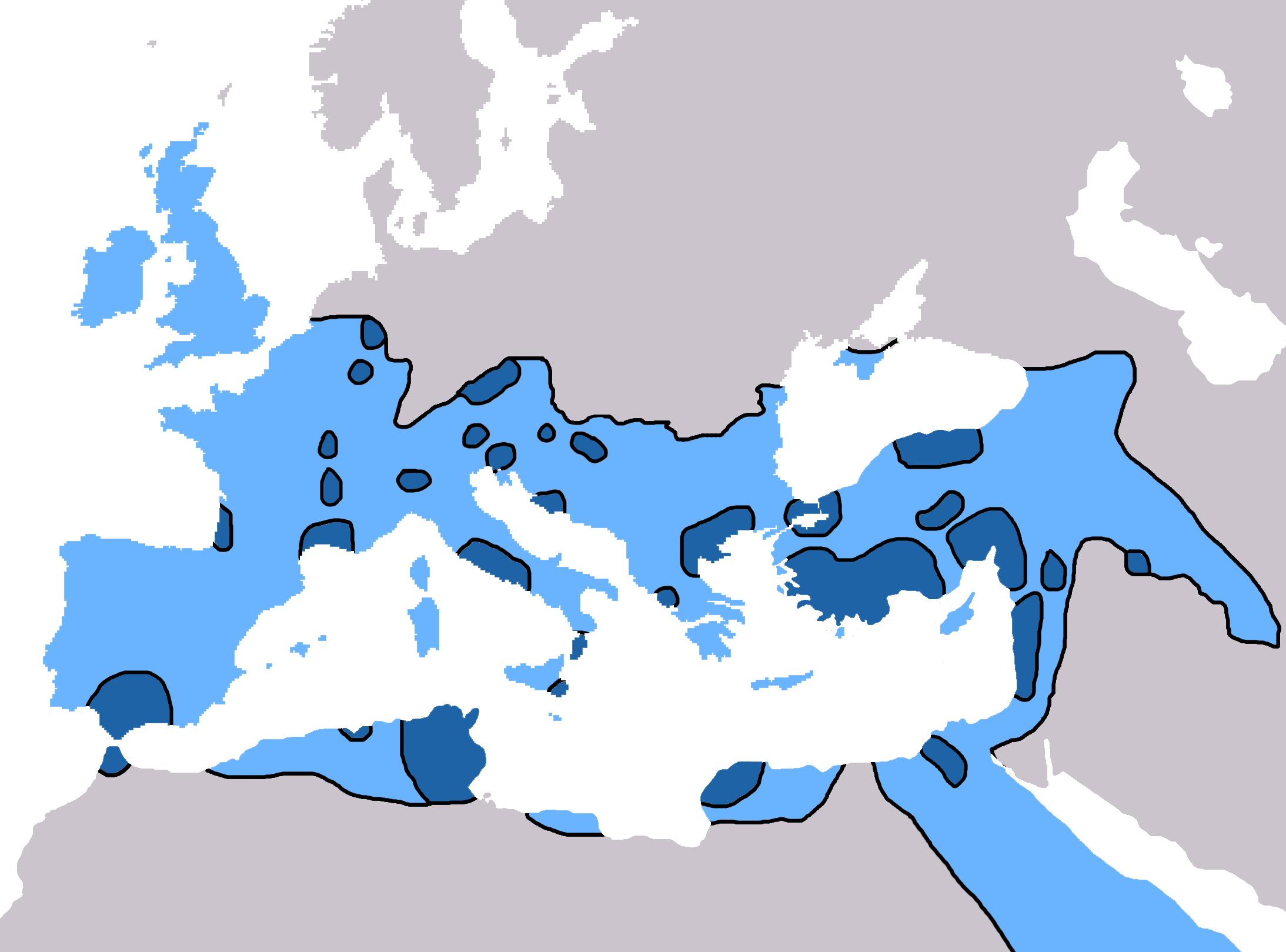
Поширення християнства до 325 року
Поширення християнства до 600 року

Фульска єпархія була однією з п'яти християнських єпархій на території Криму. Перша згадка про єпархії датується як IV століттям, так і 715 роком. Єпархія неодноразово змінювала свої межі та назви. В VII або VIII століттях Фульская єпархія була зведена в ступінь архієпископії (грецьке: ἀρχιεπισκοπὴ Φούλλων). Територія єпархії була необширна, і згодом приєднана до Сурозької єпархії.

## Центр і межі
В даний час дослідники не прийшли до єдиної думки про місцезнаходження історичного центру єпархії — міста Фулли і адміністративних межах самої єпархії. Відомо, що центр Фульской єпархії ідентифікували в різних місцях Криму. Вчені П. Кеппен і В. Тунманн, Бертьє-Делагард, Васильєв, Якобсон співвідносили Фули з районом Чуфут-Кале. Вчені Веймарн, Білий визначали Фули з місцем у сучасному селі Машино (Бахчисарайський район). Крім того, Мангуп, Бакла, Інкерман, Микита, Кастрополь, Старий Крим також є, на думку дослідників, центром Фульскої єпархії. Згідно з версією дослідника Е. А. Чернова, Фульска єпархія межувала з Готфійською на заході і Сурозькою на сході. Степові райони Криму не входили до складу єпархії, так як там були поселення кочівників, які не були християнами. Ще за однією версією центр єпархії, місто Фули розташовувався в сучасному Білогірському районі, в селі Балки (раніше — колишнє грецьке село: християнська частина — Каракуба і мусульманська частина села — Аргін). Згідно з версією Е. А. Чернова, Сімферополь і сучасний Сімферопольський район також були у складі Фульскої єпархії.